# Christina Osei

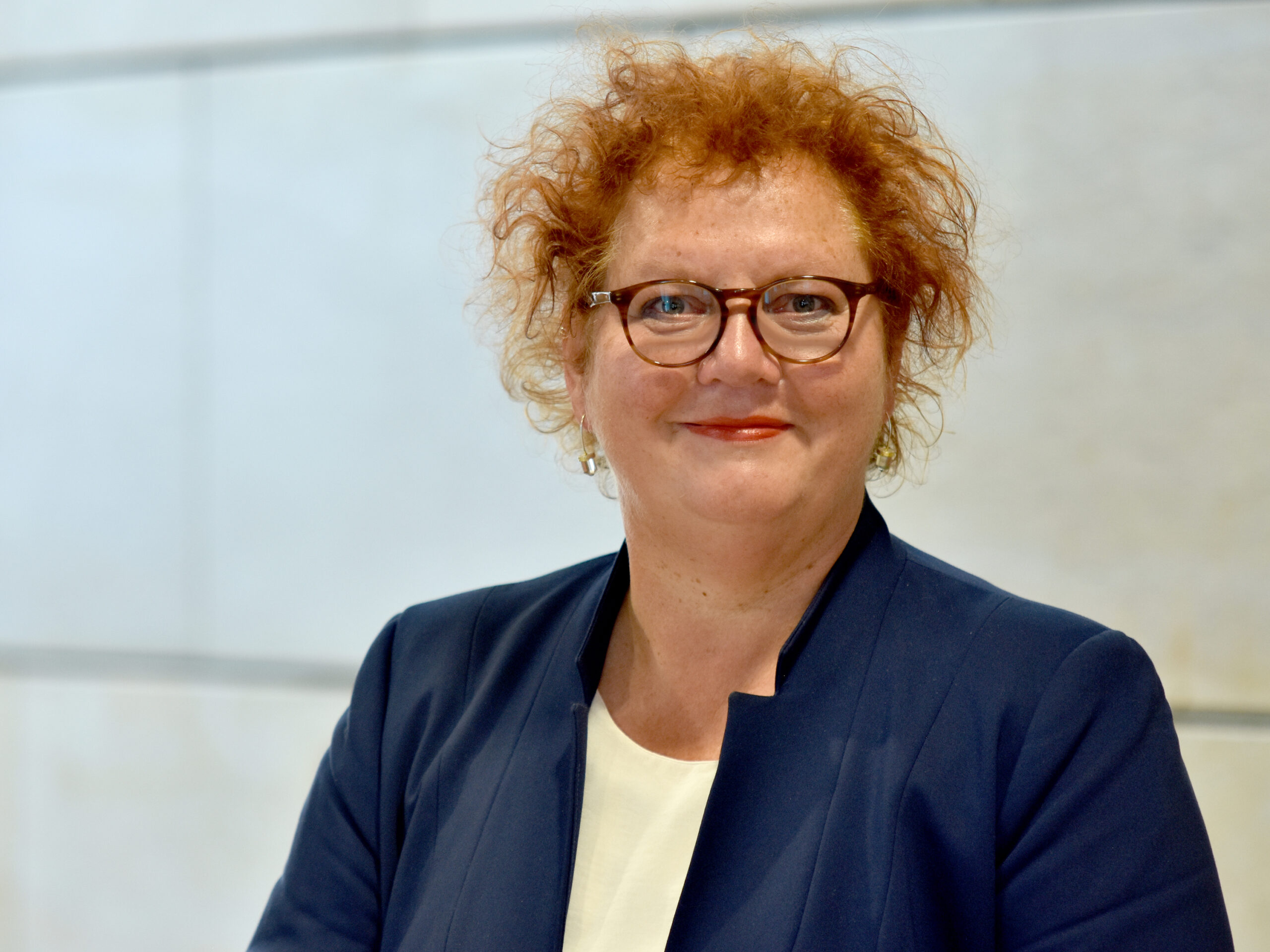
Christina Osei (2022)

Christina Osei (* 19. März 1966 in Halle (Westfalen)) ist eine deutsche Politikerin (Bündnis 90/Die Grünen). Sie ist seit dem 1. Juni 2022 Abgeordnete im Landtag von Nordrhein-Westfalen.

## Leben
Christina Osei wuchs in Halle in Westfalen auf. Nach dem Besuch der Gymnasien in Werther und Halle machte sie bis 1986 eine Ausbildung zur Lithografin. Nebenberuflich erlangte sie 1990 die Fachhochschulreife, studierte Wirtschaftswissenschaften mit Schwerpunkt Absatzwirtschaft am Rudolf-Rempel-Kolleg in Bielefeld und schloss 2005 als staatlich geprüfte Betriebswirtin ab. Von 1995 bis zur Wahl in den Landtag 2022 war sie als Vertriebs- und Marketingmitarbeiterin tätig.
Sie ist verheiratet und hat ein Kind.

## Politik
Osei engagierte sich in Bürgerinitiativen zum Erhalt des Botanischen Gartens Bielefeld und des Freibads Gadderbaum. Von 2014 bis 2022 war sie Mitglied in der Bezirksvertretung von Gadderbaum. 
2015 trat sie den Grünen bei und war von 2015 bis 2017 Beisitzerin im Bielefelder Kreisvorstand. Als Nachrückerin erhielt Osei 2017 ein Mandat im Stadtrat von Bielefeld. Dort ist sie seit 2020 Vorsitzende der Ratsfraktion sowie Dritte Bürgermeisterin der Stadt. 2021 wurde sie in den Vorstand des Städtetags Nordrhein-Westfalen berufen. Osei ist Mitglied der Kulturpolitischen Gesellschaft.

### Landtag
Erstmals kandidierte Osei bei der Landtagswahl 2017 im Wahlkreis Bielefeld II, verpasste aber mit 4,8 Prozent der Erststimmen den Einzug in den Landtag. Bei der Landtagswahl 2022 kandidierte sie im Wahlkreis Bielefeld I. Mit 26,8 % Prozent der Erststimmen verpasste sie zwar erneut das Direktmandat, zog jedoch über Platz 21 der Landesliste ihrer Partei in den Landtag ein.
In der 18. Legislaturperiode ist sie Vorsitzende des Ausschusses für Kultur und Medien sowie Sprecherin ihrer Fraktion im Petitionsausschuss. Zudem ist Osei Mitglied im Kuratorium der Kunststiftung NRW, stellvertretendes Mitglied des WDR-Rundfunkrats und Präsidentin des Verbands der Bibliotheken des Landes Nordrhein-Westfalen.